# Esteban Takacs
Esteban Arpad Takacs (Buenos Aires, 11 de octubre de 1928-ibídem, 22 de diciembre de 2005) fue un ingeniero agrónomo argentino. Fue subsecretario de Agricultura y Ganadería de la Nación y posteriormente embajador de su país en Canadá y Estados Unidos, durante la dictadura autodenominada Proceso de Reorganización Nacional.

## Biografía
Estudió en la Facultad de Agronomía y Veterinaria de la Universidad de Buenos Aires, recibiéndose como ingeniero agrónomo en 1954.
En 1960 se integró al equipo de mejoramiento forestal del Instituto Nacional de Tecnología Agropecuaria (INTA) trabajando con micorrizas. Estuvo a cargo de un laboratorio que estudió la producción y aplicación de los mismos como inoculantes, experimentando con pinos y eucaliptos, aplicándose luego en el noroeste argentino. También se desempeñó en el sector privado como asesor de los primeros Consorcios Regionales de Experimentación Agrícola (CREA) y en la Comisión Nacional del Río Bermejo, trabajando en el relevamiento de recursos naturales.
Luego comenzó su carrera en la Secretaría de Agricultura y Ganadería de la Nación, donde fue asesor del gabinete de la secretaría. En 1965 fue nombrado a cargo de la Administración General de Bosques y en 1969, designado director nacional de Recursos Naturales Renovables. Entre julio de 1970 y mayo de 1971 fue Subsecretario de Agricultura y Ganadería durante las gestiones de Carlos Moyano Llerena y Aldo Ferrer como Ministros de Economía, bajo las presidencias de facto de Roberto Marcelo Levingston y Alejandro Agustín Lanusse durante la dictadura autodenominada Revolución Argentina. Posteriormente fue presidente de la Junta Nacional de Carnes y director del Banco de la Provincia de Buenos Aires.
En 1972 fue presidente del Séptimo Congreso Forestal Mundial de la Organización de las Naciones Unidas para la Alimentación y la Agricultura (OEA) llevado a cabo en Buenos Aires.
Durante la dictadura autodenominada Proceso de Reorganización Nacional, en julio de 1976 el presidente de facto Jorge Rafael Videla lo designó embajador en Canadá, y en 1981 fue designado embajador en Estados Unidos por Roberto Eduardo Viola. La misión diplomática en Washington permanecía varios meses sin embajador, por los rechazos de la Junta Militar hacia los sucesivos candidatos. Takacs fue aceptado para ir a Estados Unidos, luego de haber sido impugnado por la Junta para ser embajador en Brasil. Presentó sus cartas credenciales el 26 de octubre de 1981 ante el presidente Ronald Reagan.
Durante la guerra de las Malvinas, mantuvo reuniones (y luego solo comunicaciones) con el Secretario de Estado Alexander Haig, el Subsecretario de Estado para Asuntos Interamericanos Thomas O. Enders y la embajadora estadounidense ante las Naciones Unidas Jeane Kirkpatrick. La tarde anterior al desembarco argentino en las islas Malvinas, Haig le adelantó que el gobierno estadounidense apoyaría al Reino Unido en un eventual conflicto militar y ofreció la intervención del entonces vicepresidente George H. W. Bush como mediador. Sus declaraciones sobre esas reuniones y conversaciones fueron incorporadas al Informe Rattenbach.
Posteriormente a su labor diplomática, fue asesor y director de empresas forestales. En 1984 fue creador (y luego presidente) del Centro de Investigaciones y Experiencias Forestales, trabajando en la mejora genética de árboles forestales de cultivo extensivo para empresas forestales argentinas. También fue miembro y director de la Sociedad Rural Argentina.
Fue académico de número de la Academia Nacional de Agronomía y Veterinaria desde 1991.

## Obra
- Política nuclear argentina: ¿avance o retroceso?, junto a Carlos Castro Madero (1991).[12]